# Hans Binder
Hans Binder (Zell am Ziller, Tirol, Austria; 12 de junio de 1948) es un expiloto de automovilismo austriaco.

## Resultados

### Fórmula 1
(Clave) (negrita indica pole position) (cursiva indica vuelta rápida)

| Año     | Escudería          | 1       | 2       | 3      | 4      | 5     | 6       | 7   | 8   | 9   | 10  | 11      | 12      | 13    | 14      | 15     | 16      | 17      | Pos. | Puntos |
| ------- | ------------------ | ------- | ------- | ------ | ------ | ----- | ------- | --- | --- | --- | --- | ------- | ------- | ----- | ------- | ------ | ------- | ------- | ---- | ------ |
| 1976    | Team Ensign        | BRA     | RSA     | USW    | ESP    | BEL   | MON     | SWE | FRA | GBR | GER | AUT Ret | NED     | ITA   | CAN     | USA    |         |         | NC   | 0      |
| 1976    | Walter Wolf Racing |         |         |        |        |       |         |     |     |     |     |         |         |       |         |        | JPN Ret |         | NC   | 0      |
| 1977    | Durex Team Surtees | ARG Ret | BRA Ret | RSA 11 | USW 11 | ESP 9 | MON Ret | BEL | SWE | FRA | GBR | GER     |         |       |         | USA 11 | CAN Ret | JPN Ret | NC   | 0      |
| 1977    | ATS Racing Team    |         |         |        |        |       |         |     |     |     |     |         | AUT 12  | NED 8 | ITA DNQ |        |         |         | NC   | 0      |
| 1978    | ATS Racing Team    | ARG     | BRA     | RSA    | USW    | MON   | BEL     | ESP | SWE | FRA | GBR | GER     | AUT DNQ | NED   | ITA     | USA    | CAN     |         | NC   | 0      |
| Fuente: |                    |         |         |        |        |       |         |     |     |     |     |         |         |       |         |        |         |         |      |        |